# Ізиндаєво
Ізинда́єво (рос. Изындаево) — присілок у складі Тяжинського округу Кемеровської області, Росія.

## Населення
Населення — 170 осіб (2010; 258 у 2002).
Національний склад (станом на 2002 рік):
- росіяни — 97 %